# Перехоплювачі (фільм)
«Перехоплювачі» (англ. Interceptors) — американський фантастичний бойовик 1999 року.

## Сюжет
Елітній команді, спеціально підготовленій на випадок інопланетного вторгнення, доручено провести розвідку місця аварійної посадки чужого космічного корабля. Їм належить жорстока кровопролитна сутичка з прибульцями, здатними приймати людський вигляд.

## У ролях
- Олів'є Грюнер — Шон
- Бред Дуріф — Вебер
- Ерні Хадсон — майор
- Вільям Забка — Дейв
- Гленн Пламмер — Расселл
- Енджел Боріс — Йена
- Марк Адейр-Ріос — Перес
- Стефан Лисенко — Росаріо
- Перрі Д'Марко — Гектор
- Холлі Філдс — Люсі
- Рубен Морено — священик
- Маркус Ауреліус — технік
- Джозеф Патрік Келлі — охорона
- Ендрю Хоукс — Морган
- Кетлін Ламберт — технік 2